# Festa da Batata
O Festival da Batata, popularmente conhecido na cidade de Ouro Branco, é um evento anual que celebra a atividade agrícola do município, localizado em Minas Gerais, Brasil. Inicialmente concebido para homenagear a tradição da produção de batatas na região, o festival cresceu ao longo dos anos, tornando-se um dos maiores eventos do Alto do Paraopeba.

## História
O Primeiro Festival da Batata aconteceu na Praça Santa Cruz nos dias 05 e 06 de outubro de 1984, com barracas e pratos típicos de batatas, organizadas ao longo da praça e em frente à Matriz de Santo Antônio. Nos primeiros festivais acontecia a eleição da Rainha da Batata, segundo as normas estabelecidas pela organização, onde as filhas dos produtores de cada região da cidade se apresentavam com roupas parecidas com as de produtores de batata.
Com o crescimento da população e a divulgação do Festival, a Praça Santa Cruz tornou-se pequena para receber a comunidade e os visitantes, gerando a necessidade de ter um espaço maior. Com a construção da Praça de Eventos pelo então Prefeito Fernando de Oliveira Silva, o Festival foi transferido para esta área no ano de 1995, ano em que ocorreu a inauguração do espaço. Desde 2010, o Festival tornou-se um grande acontecimento local, com vários dias de programação e apresentações de artistas nacionalmente conhecidos. Assim, parte da tradição da festa foi sumindo devido às novas demandas tecnológicas, sociais e culturais.

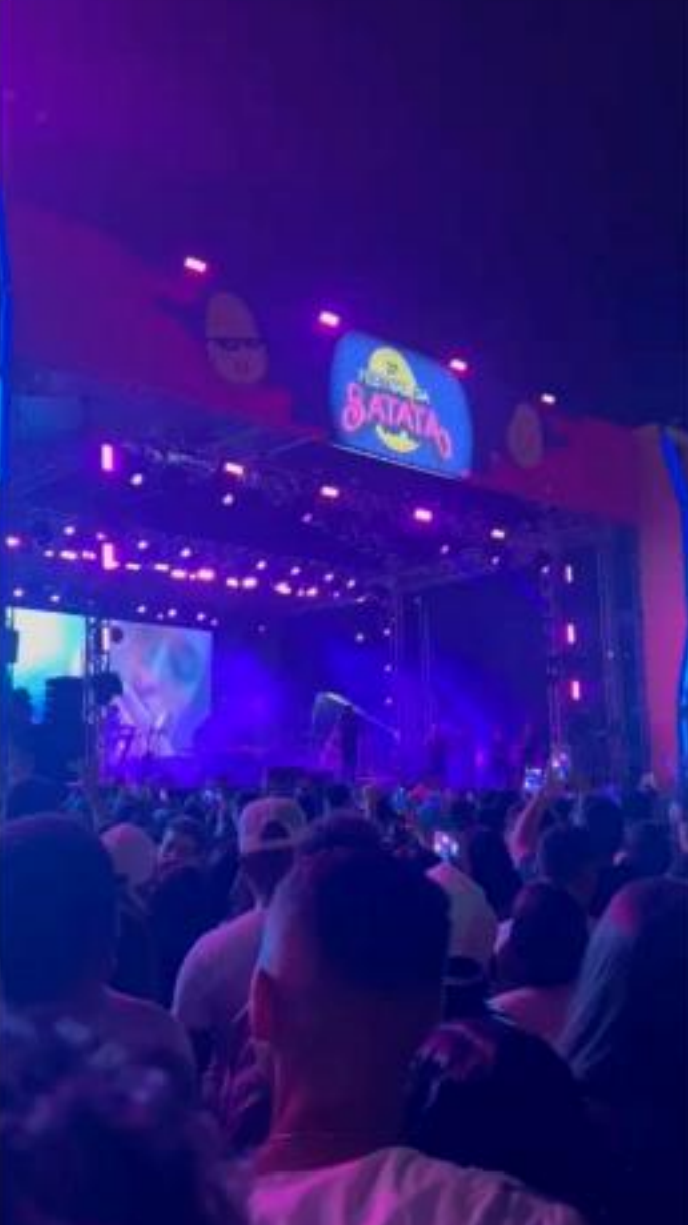
Festa da Batata

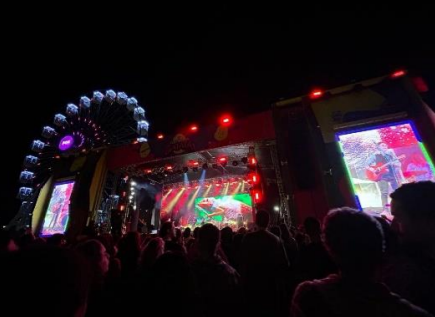
Festa da Batata 2023

## Estrutura
Em 2023, o evento contou com o trabalho conjunto da segurança privada, guarda municipal e polícia militar garantindo a segurança e tranquilidade dos presentes, e esteve no evento a maior roda gigante da América Latina, pela primeira vez no interior de Minas Gerais, proporcionando uma experiência única para os participantes da festividade.
No ano de 2024, foi observado que o festival conta com excelente estrutura, buscando preservar a história e tradição, envolvendo ativamente a comunidade e garantindo acessibilidade e inclusão. Ele cresce cada vez mais em popularidade, atraindo visitantes e contribuindo para o intercâmbio e desenvolvimento social e cultural de Ouro Branco.

## Cultura
Em 2024, a Festa da Batata foi reconhecida como um dos maiores eventos da região do Alto do Paraopeba. Durante o festival ocorrem gincanas, a eleição da Rainha da Batata (a escolha da moça mais bonita da cidade), os concursos de pratos típicos e de vitrines, que fazem parte da tradição.
A programação conta ainda com shows de artistas locais e nacionais, e a festividade faz parte oficialmente do calendário de eventos da cidade, permanecendo como referencial histórico e turístico para o município.

## Atrações
O festival já contou com inúmeros artistas, entre eles: Thiaguinho, Gusttavo Lima, Marília Mendonça, Zé Neto e Cristiano, Alok, Kvsh, Matheus e Kauan, Maiara e Maraisa, Péricles, Luan Santana, Ludmilla, Hungria, Tribo da Periferia, Henrique e Juliano, Felipe Araújo, Eduardo Costa, Zé Felipe, Simone e Simaria, Lucas Lucco, Amado Batista, Chitãozinho e Xororó, Capital Inicial, Paula Fernandes, MC Kevinho, MC Sapão, entre outros.